# Рік Васко
Річард Джон Васко (англ. Rick Vasko; нар. 12 січня 1957, Сент-Кетерінс) — канадський професійний хокеїст, який грав на позиції захисника в Національній хокейній лізі за «Детройт Ред Вінгз».

## Ігрова кар'єра
У юності Васько брав участь у Квебекському міжнародному хокейному турнірі 1970 року з невеликою хокейною командою з Сідар-Хілл, Торонто.
Васко був обраний під 37-м номером у загальному заліку командою «Детройт Ред Вінгз» на аматорському драфті НХЛ 1977 року та під 53-м місцем у загальному заліку «Індіанаполіс Рейсерс» на аматорському драфті WHA 1977 року. Він зіграв 31 гру регулярного сезону за «Ред Вінгз» протягом трьох сезонів.

## Нагороди та досягнення
- Нагорода Едді Шора — 1980.
- Володар Кубку Колдера в складі «Адірондак Ред-Вінгс» — 1981.

## Клубні виступи
| Сезон        | Клуб                    | Ліга         | Регулярний сезон | Регулярний сезон | Регулярний сезон | Регулярний сезон | Регулярний сезон | Плей-оф | Плей-оф | Плей-оф | Плей-оф | Плей-оф |
| Сезон        | Клуб                    | Ліга         | І                | Г                | П                | О                | ШХ               | І       | Г       | П       | О       | ШХ      |
| ------------ | ----------------------- | ------------ | ---------------- | ---------------- | ---------------- | ---------------- | ---------------- | ------- | ------- | ------- | ------- | ------- |
| 1975–76      | «Пітерборо Пітс»        | ОХЛ          | 63               | 9                | 20               | 29               | 52               | —       | —       | —       | —       | —       |
| 1976–77      | «Пітерборо Пітс»        | ОХЛ          | 65               | 6                | 30               | 36               | 122              | —       | —       | —       | —       | —       |
| 1977–78      | «Канзас-Сіті Ред-Вінгс» | ЦХЛ          | 70               | 11               | 30               | 41               | 72               | —       | —       | —       | —       | —       |
| 1977–78      | «Детройт Ред Вінгз»     | НХЛ          | 3                | 0                | 0                | 0                | 7                | —       | —       | —       | —       | —       |
| 1978–79      | «Канзас-Сіті Ред-Вінгс» | ЦХЛ          | 75               | 21               | 38               | 59               | 67               | 4       | 1       | 1       | 2       | 2       |
| 1979–80      | «Адірондак Ред-Вінгс»   | АХЛ          | 71               | 22               | 39               | 61               | 79               | —       | —       | —       | —       | —       |
| 1979–80      | «Детройт Ред Вінгз»     | НХЛ          | 8                | 0                | 0                | 0                | 2                | —       | —       | —       | —       | —       |
| 1980–81      | «Адірондак Ред-Вінгс»   | АХЛ          | 57               | 17               | 34               | 51               | 78               | 18      | 9       | 12      | 21      | 31      |
| 1980–81      | «Детройт Ред Вінгз»     | НХЛ          | 20               | 3                | 7                | 10               | 20               | —       | —       | —       | —       | —       |
| 1981–82      | «Оклахома-Сіті Старс»   | ЦХЛ          | 68               | 9                | 32               | 41               | 92               | 4       | 1       | 1       | 2       | 4       |
| Усього в НХЛ | Усього в НХЛ            | Усього в НХЛ | 31               | 3                | 7                | 10               | 29               | —       | —       | —       | —       | —       |